# Orden del Águila de Zambia
La Orden del Águila de Zambia (en inglés: Order of the Eagle of Zambia) es la máxima condecoración de Zambia.
Fue creada por Ley Nacional Nº 347 del año 1965. Se divide en cuatro grados: Gran Comendador, Gran Oficial, Oficial y Miembro; y se adquieren las siguientes letras postnominales: GCEZ, GOEZ, OEZ y MEZ, respectivamente.
La primera clase se compone de un collar (una cadena de oro con once águilas unidas al escudo nacional del cual pende otra águila que sujeta una estrella de ocho puntas con una trigésima águila en el centro de un disco negro de borde rojo e inscrito con «ORDER OF THE EAGLE OF ZAMBIA»), una placa (igual a la medalla que pende del collar) y una banda (mitad púrpura, mitad negro).